# Alberto Fouilloux
Alberto Fouilloux   (Santiago de Xile, 22 de novembre de 1940 - Santiago de Xile, 23 de juny de 2018) va ser un futbolista xilè.

## Selecció de Xile
Va formar part de l'equip xilè a la Copa del Món de 1962 i 1966.Amb 70 partits, era el tercer jugadors que més partits ha jugat amb Xile del segle xx. Fou jugador de la Universidad Católica, Huachipato, Unión Española i Lille. Un cop retirat fou entrenador a la Huachipato i Colo-Colo.

## Palmarès
Universidad Católica
- Lliga xilena de futbol: 1961, 1966

Lille
- Segona Divisió francesa: 1974